# Atenea de Monpezat
Atenea de Monpezat (en danés: Athena Marguerite Françoise Marie til Danmark, komtesse af Monpezat; 24 de enero de 2012) es la cuarta hija del príncipe Joaquín de Dinamarca y la segunda hija de Marie de Dinamarca. Atenea es nieta de la reina emérita Margarita II. Ostenta el título de condesa de Monpezat.
Es hermana del conde Enrique y media hermana de los condes Nicolás y Félix. Atenea ocupa el noveno lugar en la línea de sucesión al trono.

## Biografía

### Nacimiento
En agosto de 2011 la casa real danesa anunció que la princesa Marie estaba embarazada de su segundo hijo.
La entonces princesa Atenea nació el 24 de enero de 2012 en el Rigshospitalet (Hospital Universitario de Copenhague) pesando 3 kilos y 32 gramos y midiendo 49 centímetros.
Nombres
- Atenea (en danés: Athena): nombre de la mitología griega, en honor a los lazos que unen a la familia real danesa con la griega.
- Margarita (en danés: Marguerite): en honor a su abuela paterna la reina emérita Margarita II de Dinamarca.
- Francisca (en danés: Françoise): en honor a su abuela materna Francisca Moreau.
- María (en danés: Marie): en honor a su madre la princesa Marie.

### Bautismo
Fue bautizada el 20 de mayo de 2012 en la Iglesia de Møgeltønder, donde también fueron bautizados sus hermanos mayores Félix y Enrique. La pequeña fue bautizada con el mismo traje que utilizó su hermano mayor. Siguiendo la tradición danesa fue en el bautizo cuando se revelaron los nombres de la princesa.
La princesa tuvo seis padrinos:
- Gregory Grandet, tío materno.
- Edouard Cavallier, tío materno.
- Carina Axelsson, prima política del príncipe Joaquín.
- Julie Mirabaud, amiga de la pareja.
- Diego de Lavanderya, amigo de la pareja.
- Henriette Steenstrup, amiga de la pareja.

### Hermanos
- Nicolás de Monpezat, nacido el 28 de agosto de 1999, medio hermano paterno fruto del matrimonio de Joaquín y Alejandra Manley.
- Félix de Monpezat, nacido el 22 de julio de 2002, medio hermano paterno fruto del matrimonio de Joaquín y Alejandra Manley.
- Enrique de Monpezat, nacido el 4 de mayo de 2009.

### Educación
En agosto de 2017 empezó a asistir al colegio Sct. Joseph Søstrenes Skole, una institución de élite privada, el mismo al que asiste su hermano mayor el conde Enrique.

## Títulos y tratamientos
| ● 24 de enero de 2012-1 de enero de 2023: | Su alteza la princesa Atenea de Dinamarca, condesa de Monpezat |
| ● 1 de enero de 2023-presente:            | Su Excelencia la Condesa Atenea de Monpezat                    |

## Distinciones honoríficas
- Medalla Conmemorativa del 75° Aniversario de la reina Margarita II (16/04/2015).[6]
- Medalla Conmemorativa de las Bodas de Oro de la Reina Margarita II y el Príncipe Enrique (10/06/2017).
- Medalla Conmemorativa del Príncipe Enrique (11/06/2018).
- Medalla Conmemorativa del 80° Aniversario de la reina Margarita II (16/04/2020).
- Medalla Conmemorativa del Jubileo de Oro de la Reina Margarita II (14/01/2022).

## Ancestros
|  |                                             |  |  |  |  |  |  |  |  |  |  |  |  |  |  |  |
|  | 8. André de Laborde, conde de Monpezat      |  |  |  |  |  |  |  |  |  |  |  |  |  |  |  |
|  |                                             |  |  |  |  |  |  |  |  |  |  |  |  |  |  |  |
|  |                                             |  |  |  |  |  |  |  |  |  |  |  |  |  |  |  |
|  | 4. Enrique de Laborde, conde de Monpezat    |  |  |  |  |  |  |  |  |  |  |  |  |  |  |  |
|  |                                             |  |  |  |  |  |  |  |  |  |  |  |  |  |  |  |
|  |                                             |  |  |  |  |  |  |  |  |  |  |  |  |  |  |  |
|  | 9. Renée-Yvonne Doursenot                   |  |  |  |  |  |  |  |  |  |  |  |  |  |  |  |
|  |                                             |  |  |  |  |  |  |  |  |  |  |  |  |  |  |  |
|  |                                             |  |  |  |  |  |  |  |  |  |  |  |  |  |  |  |
|  | 2. Príncipe Joaquín de Dinamarca            |  |  |  |  |  |  |  |  |  |  |  |  |  |  |  |
|  |                                             |  |  |  |  |  |  |  |  |  |  |  |  |  |  |  |
|  |                                             |  |  |  |  |  |  |  |  |  |  |  |  |  |  |  |
|  | 10. Rey Federico IX de Dinamarca            |  |  |  |  |  |  |  |  |  |  |  |  |  |  |  |
|  |                                             |  |  |  |  |  |  |  |  |  |  |  |  |  |  |  |
|  |                                             |  |  |  |  |  |  |  |  |  |  |  |  |  |  |  |
|  | 5. Reina Margarita II de Dinamarca          |  |  |  |  |  |  |  |  |  |  |  |  |  |  |  |
|  |                                             |  |  |  |  |  |  |  |  |  |  |  |  |  |  |  |
|  |                                             |  |  |  |  |  |  |  |  |  |  |  |  |  |  |  |
|  | 11. Princesa Ingrid de Suecia               |  |  |  |  |  |  |  |  |  |  |  |  |  |  |  |
|  |                                             |  |  |  |  |  |  |  |  |  |  |  |  |  |  |  |
|  |                                             |  |  |  |  |  |  |  |  |  |  |  |  |  |  |  |
|  | 1. Atenea de Dinamarca, condesa de Monpezat |  |  |  |  |  |  |  |  |  |  |  |  |  |  |  |
|  |                                             |  |  |  |  |  |  |  |  |  |  |  |  |  |  |  |
|  |                                             |  |  |  |  |  |  |  |  |  |  |  |  |  |  |  |
|  | 12. Claude Cavallier                        |  |  |  |  |  |  |  |  |  |  |  |  |  |  |  |
|  |                                             |  |  |  |  |  |  |  |  |  |  |  |  |  |  |  |
|  |                                             |  |  |  |  |  |  |  |  |  |  |  |  |  |  |  |
|  | 6. Alain Cavallier                          |  |  |  |  |  |  |  |  |  |  |  |  |  |  |  |
|  |                                             |  |  |  |  |  |  |  |  |  |  |  |  |  |  |  |
|  |                                             |  |  |  |  |  |  |  |  |  |  |  |  |  |  |  |
|  | 13. Odile Labesse                           |  |  |  |  |  |  |  |  |  |  |  |  |  |  |  |
|  |                                             |  |  |  |  |  |  |  |  |  |  |  |  |  |  |  |
|  |                                             |  |  |  |  |  |  |  |  |  |  |  |  |  |  |  |
|  | 3. María Cavallier                          |  |  |  |  |  |  |  |  |  |  |  |  |  |  |  |
|  |                                             |  |  |  |  |  |  |  |  |  |  |  |  |  |  |  |
|  |                                             |  |  |  |  |  |  |  |  |  |  |  |  |  |  |  |
|  | 7. Françoise Moreau                         |  |  |  |  |  |  |  |  |  |  |  |  |  |  |  |
|  |                                             |  |  |  |  |  |  |  |  |  |  |  |  |  |  |  |
|  |                                             |  |  |  |  |  |  |  |  |  |  |  |  |  |  |  |